# Lettow-Vorbeck-Kaserne (Bad Segeberg)
Die Lettow-Vorbeck-Kaserne, bis 1964 Neue Kaserne, war eine Garnison der Bundeswehr in Bad Segeberg, die zwischen 1959 und 1961 errichtet wurde. Ihren Namen erhielt die Kaserne 1964 nach dem preußischen General der Infanterie Paul von Lettow-Vorbeck. Sie beherbergte von 1961 bis 2008 hauptsächlich ein Panzergrenadierbataillon der Panzerbrigade 18 der 6. Panzergrenadierdivision. Sie umfasste etwa 28,96 Hektar. Nach ihrer Aufgabe durch die Bundeswehr Ende 2008 wurde sie 2011 an private Investoren verkauft, die Gebäude, Einrichtungen und Flächen für gewerbliche Nutzungen vermieten. Seit 2016 wird ein Teil der Kaserne durch das Land Schleswig-Holstein für eine Erstaufnahmeeinrichtung für Asylbewerber genutzt.

## Bau und Nutzungsgeschichte
Durch die Gründung der Bundeswehr wurden für die Unterbringung der Einheiten neben den bereits vorhandenen Kasernenanlagen, die nicht durch Truppen anderer Partner der NATO weiter benötigt wurden, neue Standorte im Bundesgebiet gesucht. Zum einen konnten sich Kommunen um die Stationierung der Bundeswehr selbst bemühen, zum anderen trat die Wehrverwaltung auch an Städte und Gemeinden heran, um Flächen für den Bau neuer Kasernen zu erwerben. In Bad Segeberg entschied die Stadtverordnetenversammlung am 4. Juli 1956 mehrheitlich für die Errichtung einer Garnison im Westen der Stadt. Der erste Spatenstich erfolgte am 27. November 1959. Im Juli 1960 begann der Bau der Gebäude. Bereits Ende 1961 waren die Kasernenanlagen weitestgehend fertiggestellt, so dass zwischen dem 27. Dezember 1961 und dem 13. Januar 1962 das Panzergrenadierbataillon 182 einziehen konnte.
Das Panzergrenadierbataillon war aus dem Grenadierbataillon 11 hervorgegangen, das am 1. Juli 1956 in der Hanseaten-Kaserne in Lübeck als Teil der Kampfgruppe B1 der 1. Grenadierdivision aufgestellt und am 24. August 1956 bereits nach Hamburg in die Boehn-Kaserne verlegt worden war. Am 1. April 1958 zog das Bataillon nach Boostedt in die Rantzau-Kaserne und wurde in Grenadierbataillon 46 umbenannt sowie der 6. Grenadierdivision unterstellt. Doch schon am 16. März 1959 folgte eine weitere Umgliederung: aus dem Grenadierbataillon 46 wurde das Panzergrenadierbataillon 182 der Panzerbrigade 18 der 6. Panzergrenadierdivision. Nach seiner Verlegung an den Standort Bad Segeberg Ende 1961 bzw. Anfang 1962 verblieb es bis zu seiner Auflösung zum 31. Dezember 2008 in der Lettow-Vorbeck-Kaserne.
Mit dem Panzergrenadierbataillon 182 zog auch die ihm unterstellte Ausbildungskompanie 13/6 in die Kaserne ein. Diese Einheit wurde am 1. Juli 1964 nach Boostedt in die Rantzau-Kaserne verlegt und ging am 1. Oktober 1967 in der Panzerjägerkompanie 180 auf. Das freiwerdende Gebäude wurde durch die 3./leichtes Pionierbataillon 537 belegt.
Die Ausbildungskompanie 15/6 wurde in der Kaserne in Bad Segeberg aufgestellt. Sie übernahm die Grundausbildung der Divisionstruppen, kam jedoch bereits 1964 nach Putlos.
In der Kaserne in Bad Segeberg wurde ab 16. Oktober 1963 das leichte Pionierbataillon 537 aufgestellt, jedoch zunächst nur mit drei Kompanien. Die Kasernenanlage war für die Unterbringung von zwei Bataillonen nicht ausgelegt. Am 3. November 1966 wurde bekannt, dass das Pionierbataillon in die Artilleriekaserne, die später in Trave-Kaserne umbenannt wurde, nach Lübeck verlegt werden sollte. Doch erst am 16. Oktober 1969 zogen die Pioniere aus der Kaserne in Bad Segeberg aus. Das leichte Pionierbataillon 537 erfuhr noch mehrere Umgliederungen und Umbenennungen, bevor es als Pionierbataillon 61 schließlich zum 30. September 1993 in Lübeck aufgelöst wurde.
Die Kasernenanlage in Bad Segeberg wurde zunächst „Neue Kaserne“ genannt, bevor am 30. Oktober 1964 die Truppenunterkunft den offiziellen Namen „Lettow-Vorbeck-Kaserne“ erhielt. Als ab Ende der 1990er Jahre die Rolle von Paul von Lettow-Vorbeck als Befehlshaber der Schutztruppe für Deutsch-Ostafrika im Ersten Weltkrieg sowie beim Kapp-Putsch kritisch hinterfragt wurde, regte sich auch Widerspruch gegen dessen Ehrung in Gestalt der Namensgebung für Kasernen der Bundeswehr.
1965 wurde die Skulptur „Kapitolinische Gänse“ des Bildhauers Karlheinz Goedtke als Kunst-am-Bau-Auftragsarbeit in der Lettow-Vorbeck-Kaserne aufgestellt. Dieses Werk erinnerte an die Überlieferung des römischen Historikers Livius, der aus dem Jahr 387 v. Chr. berichtete, dass die arglosen Bewohner der Stadt Rom durch Gänse vor dem Angriff der Kelten gewarnt wurden. Mit der Aufgabe der Kaserne wurde die Skulptur an die Gemeinde Henstedt-Ulzburg übergeben, wo sie einen neuen Platz auf einer Wiese vor dem Ratssaal fand.
Die am 1. Oktober 1967 in der Lettow-Vorbeck-Kaserne aus der Ausbildungskompanie 13/6 und dem Panzerjägerzug der 5./Panzergrenadierbataillon 182 gebildete Panzerjägerkompanie 180 wurde kurz nach ihrer Aufstellung in die Rantzau-Kaserne verlegt. Am 1. Oktober 1969 kehrte sie in die Lettow-Vorbeck-Kaserne nach Bad Segeberg zurück. Mit Einnahme der Heeresstruktur 3 wurde am 1. April 1971 die Panzerjägerkompanie 180 in Panzerjägerkompanie 170 umbenannt und der Panzergrenadierbrigade 17 unterstellt, währenddessen die bisherige Panzerjägerkompanie 170, die in der Sachsenwald-Kaserne lag, am 1. April 1971 zur Panzerjägerkompanie 160 wurde. Die neu benannte Panzerjägerkompanie 170 verblieb in der Bad Segeberger Kaserne.
Die Ausbildungskompanie 9/6 wurde am 30. September 1972 aus der Rantzau-Kaserne in Boostedt nach Bad Segeberg verlegt und dem Panzergrenadierbataillon 182 einen Tag später unterstellt. Aus ihr ging am 1. Oktober 1980 die Ausbildungskompanie Stabsdienst/Militärkraftfahrer 2/6 hervor, die am 1. April 1985 in die Sick-Kaserne nach Neumünster kam. Sie sollte in Neumünster lediglich temporär bis zum Abschluss von Sanierungsarbeiten an der Segeberger Kaserne verbleiben. Sie  wurde am 1. Juli 1987 dem Panzerartilleriebataillon 185 unterstellt, verblieb jedoch bis zu ihrer Auflösung in der Sick-Kaserne.
Der Feldwebel für Reservisten 113 war vom 1. April 1978 bis zum 30. September 1994 in der Kaserne als Dienstposten eingerichtet.
Durch die Einführung der Heeresstruktur 4 wurde die Panzerjägerkompanie 170 am 1. Oktober 1980 in Panzerjägerkompanie 180 umbenannt. Zugleich wechselte sie in der Unterstellung zur Panzerbrigade 18. Des Weiteren wurden ab 1. April 1981 die Teileinheit 37 der 1./Panzerbataillon 181 und die 2./Panzerbataillon 182 in der Lettow-Vorbeck-Kaserne stationiert.
Der Dienstposten des Kasernenfeldwebels Bad Segeberg bestand vom 1. April 1981 bis 30. September 1994.
Ab Mitte der 1980er Jahre bis 1994 fanden umfassende Sanierungsarbeiten in der Kaserne statt, für die insgesamt 65 Millionen DM investiert wurden.
Vom 1. Januar 1986 bis zum 31. März 1994 bestand die Fahrschulgruppe Bad Segeberg 1 in der Lettow-Vorbeck-Kaserne.
Das Ende des Kalten Krieges und die Deutsche Wiedervereinigung führten zur schrittweisen Reduzierung der Bundeswehr. Dies blieb nicht ohne Auswirkungen auf die Lettow-Vorbeck-Kaserne. Im April 1992 verlegte die Panzerjägerkompanie 180 in die Rantzau-Kaserne nach Boostedt. Dort erfuhr sie zum 30. Juni 1996 die Auflösung. Teile der Kompanie wurden zur Aufstellung der 6. (schweren) Kompanie des Panzergrenadierbataillons 182 verwendet. Zum 30. September 1992 wurden die Teileinheit 37 der 1./Panzerbataillon 181 und die 2./Panzerbataillon 182 aufgelöst.
Der Auszug der Panzerjägerkompanie 180 sollte ermöglichen, in der Lettow-Vorbeck-Kaserne das Panzergrenadierbataillon 172 ab 1. Oktober 1992 als Geräteeinheit aufzunehmen, das aus der Hanseaten-Kaserne in Lübeck am 18. September 1992 auszog und zu einem gekaderten Aufwuchsbataillon umgegliedert wurde. Das Bataillon wurde dem Panzergrenadierbataillon 182 unterstellt und mit ihm zum 31. Dezember 2008 aufgelöst.
Das Panzergrenadierbataillon 182 war ab Januar 2004 am Afghanistan-Einsatz der Bundeswehr beteiligt. 2003 begann hierfür in der Lettow-Vorbeck-Kaserne die Ausbildung. 2006 wurde bekannt, dass Soldaten der Lettow-Vorbeck-Kaserne in Bad Segeberg in Afghanistan mit Totenschädeln für Fotoaufnahmen posiert haben sollen. Drei in der Kaserne stationierte Soldaten legen daraufhin Geständnisse ab.
Am 2. November 2004 wurde die Stationierungsentscheidung des Bundesverteidigungsministeriums bekannt, in deren Konsequenz die Lettow-Vorbeck-Kaserne in Bad Segeberg als einer von 105 Standorten zu schließen war. Ab 2005 wurde das Material abgesteuert, so dass am 5. März 2007 der letzte Panzer aus der Kaserne abtransportiert wurde. Am 19. Juni 2008 fand der Auflösungsappell der Panzerbrigade 18 und des Panzergrenadierbataillons 182 statt. Am 19. Dezember 2008 verließen die letzten Soldaten das Gelände.
Die Lettow-Vorbeck-Kaserne wurde zum 31. Dezember 2008 geschlossen.
Zur medizinischen Versorgung war vom 1. Juli 1972 bis 30. Juni 1997 in der Lettow-Vorbeck-Kaserne der Sanitätsbereich 11/18 mit Material ausgestattet. Die Zahnarztgruppe 107/4 bestand zwischen dem 1. April 1973 und dem 31. Dezember 1999. Zudem war die Standortfernmeldeanlage 117/313 eingerichtet und die Fernmelderevisionsdienstgruppe 117/20 vom 1. April 1981 bis zum 30. September 1994 aktiv.
Der Standort verfügte über den Standortübungsplatz Wittenborn mit ca. 330 Hektar Gesamtfläche, auf dem die Übungsschießanlage Fliegerabwehr aller Truppen 113/1 zwischen dem 1. Oktober 1975 und dem 31. Dezember 1999 eingerichtet war. Die Bundeswehr gab den Übungsplatz 2009 auf. 280 Hektar wurden daraufhin 2016 zum Naturschutzgebiet Wittenborner Heide erklärt, während 50 Hektar für eine mögliche Trasse der Nordwestumfahrung Hamburg im Zuge der Bundesautobahn 20 freigehalten werden. Die Fläche wird vom Bundesforstbetrieb Trave betreut. Ein Bundeswehrübungshaus soll zum Fledermausquartier umgenutzt werden. Die auf dem Übungsplatz befindliche Panzerwaschanlage wurde 2019 abgerissen.
Des Weiteren waren bei Todesfelde die Standortschießanlage 113/3 zwischen dem 1. September 1972 und dem 30. November 2000 und die Standortmunitionsniederlage 113/5 zwischen dem 1. April 1981 und dem 31. Dezember 2000 eingerichtet.
Zur Unterstützung der Bundeswehr war in der Kaserne ab 1. Februar 1962 die Standortverwaltung Bad Segeberg untergebracht. Am 8. November 1968 konnte diese in eine eigene Liegenschaft Am Wasserwerk 3 umziehen, auf der seit 8. September 1966 mit einer finanziell bedingten Unterbrechung 1967 ein Verwaltungs-, ein Sozial- und ein Werkstättengebäude errichtet worden waren. 1973 kam noch eine Lagerhalle hinzu. Sie wurde am 1. Oktober 1974 zu einer Außenstelle der Standortverwaltung Neumünster umgegliedert und schließlich am 30. September 1994 aufgelöst. Auf der gleichen Liegenschaft kam als Geräteeinheit das Verteidigungskreiskommando 113 unter, das am 1. Oktober 1966 zunächst in Neumünster gebildet und ab Oktober 1968 zunächst in der Lettow-Vorbeck-Kaserne untergebracht worden war, bevor es am 25. Februar 1975 in die Liegenschaft Am Wasserwerk ebenfalls umziehen konnte. Es blieb in Bad Segeberg bis zum 30. September 1994 eingelagert. Ihm diente eine Mobilmachungsvorbereitungsgruppe ab 1. Januar 1987, die ebenfalls zum 30. September 1994 aufgelöst wurde. Die zugehörigen Geräteeinheiten des Sicherungszuges 7113 sowie der Infrastruktur- und Bauinstandsetzungsgruppe 7113 waren ebenfalls hier untergebracht. Der Standortfeldwebel Bad Segeberg hatte zwischen dem 1. April 1981 und dem 31. März 1999 hier seinen Dienstposten. Schließlich waren die Wallmeistertrupps 113/4, 113/6 und 113/7 auf der Liegenschaft stationiert.
Seit Mai 2014 unterhält die Bundeswehr ein Karriere- und Beratungsbüro in der Hamburger Straße 14 in Bad Segeberg.

## Konversion
Die Bekanntgabe der Aufgabe der Lettow-Vorbeck-Kaserne durch die Bundeswehr im November 2004 löste in der Stadt Bad Segeberg zunächst einen Schock aus. In einem ersten Schritt wurden 2006 zwei Planungsbüros beauftragt, die mit Bürgerbeteiligung zunächst an mehreren Entwicklungsszenarien arbeiteten. Gedacht war zunächst an drei Bereiche: zum einen „Auto und Verkehr“ mit Autohof, Anlagen für Kfz-Technik, einem Hotel und Gastronomie sowie einem Verkehrsübungsplatz, zum anderen ein „Ausbildungszentrum“ mit verschiedensten Schulungsstätten und schließlich „Wohnwelten“ mit Musterhäusern, einem Baumarkt, Erlebnisgastronomie sowie Präsentationsflächen. Bis Ende 2008 wurde ein Masterplan aufgestellt, der schließlich den Nutzungsbereich „Auto und Verkehr“ aufgriff: wegen der Lage der ehemaligen Kaserne am künftigen Kreuzungspunkt der Bundesautobahn 20 mit der bereits fertig gestellten Bundesautobahn 21 war die Errichtung eines Autohofs mit Tankstelle, Shop und Bistro, Waschanlage, Werkstatt, 100 Stellplätzen für Lastkraftwagen und 400 für Personenkraftwagen sowie der Bau eines Verkehrsübungsplatzes ins Auge gefasst. Die Veräußerung der Grundstücksflächen übernahm bereits 2006 die Bundesanstalt für Immobilienaufgaben.
Doch zunächst brachten die Bemühungen der Bundesanstalt keinen Erfolg. Selbst auf mehrere europaweite Ausschreibungen meldeten sich keine Interessenten. Im Juni 2010 schien dann der Durchbruch erzielt: ein Antikhändler, der bereits eine ehemalige Bundeswehrliegenschaft am Flugplatz Itzehoe/Hungriger Wolf erworben hatte, erhielt für einen Kaufpreis von über einer Million Euro den Zuschlag. Geplant hatte der Investor neben einem Antikhandel auch ein Hotel, eine Erlebnisgastronomie, Büros und die Vermietung von Stellplätzen für Wohnmobile und Lastwagen. Zu einem Autohof äußerte er sich zurückhaltend.
Der erste Investor musste jedoch aufgeben. Im Juli 2011 gründete eine Unternehmerfamilie aus Neumünster die Lettow-Vorbeck Viertel GmbH & Co. KG, die das Kasernenareal schließlich erwarb. Bereits Ende 2011 begann die Vermietung von Bestandsgebäuden, wobei ab 2012 auch Sanierungen der Objekte durchgeführt wurden. Zudem firmierte das Gelände nun unter dem Namen „LeVo-Park“.
Die Umnutzung der Kaserne gestaltete sich jedoch insbesondere im Hinblick auf die veraltete bzw. fehlende Bauleitplanung schwierig. Hinzu trat, dass das Kasernengelände auf dem Gebiet zweier Gemeinden liegt und damit die Kompetenz für den Erlass von Bebauungsplänen in unterschiedlichen Händen. Um den baurechtlichen Missständen Abhilfe zu schaffen, beschloss die Gemeindevertretung Fahrenkrug am 8. Dezember 2011 die Aufstellung des Bebauungsplans Nr. 17 für das Gebiet „Südlich der Segeberger Straße (K 102), nördlich der Bramstedter Landstraße (B 206), westlich des Flurstückes 36/28 der Stadt Bad Segeberg und östlich der Ortslage Fahrenkrug (Konversion Lettow-Vorbeck-Kaserne)“. Am 13. Dezember 2011 fasste die Stadtvertretung von Bad Segeberg den Aufstellungsbeschluss für den Bebauungsplan Nr. 87 für das Gebiet südlich der Segeberger Straße (K 102), westlich der Bundesautobahn A 21, nördlich der Bramstedter Landstraße (B 206) und östlich der Flurstücke 7, 8, 9/1, 21/3 und 23/4 der Gemeinde Fahrenkrug („Konversion Lettow-Vorbeck-Kaserne“). In diesem Zusammenhang wurde am 22. Dezember 2011 auch die 16. Änderung des Flächennutzungsplans des Zweckverbandes Mittelzentrum Bad Segeberg durch die Verbandsversammlung initiiert.
Mit Stand vom 26. September 2012 waren für das Kasernenareal zwei Sondergebiete vorgesehen. Im Sondergebiet 1 mit 59.685 Quadratmetern sollte eine Gebäudekonversion stattfinden, die den Erhalt der acht Unterkunftsgebäude der ehemaligen Kaserne zum Ziel hatte. Untergebracht werden sollten Gewerbebetriebe, Unterrichtsräume für die Ausbildung von Fachkräften und in untergeordnetem Maße Wohnnutzungen. Ein zweites Sondergebiet mit 42.323 Quadratmetern erstreckte sich westlich und östlich der Haupteinfahrt und entlang der Bundesstraße 206 über Flächen, auf denen sich u. a. der Sanitätsbereich, das Offiziers- und das Mannschaftskasino befanden. Hier sollten im Zuge einer Flächenkonversion ein Autohof mit Tankstelle und Systemgastronomie sowie Gewerbebetriebe entstehen. Zudem sollte im östlichen bzw. nordöstlichen Teil der Kaserne, der den Sportplatz und die Panzerhallen umfasste, ein Gewerbegebiet mit einer Größe von 60.790 Quadratmetern ausgewiesen werden. Schließlich war im nordwestlichen Teil der Kaserne ein Gewerbegebiet mit 46.903 Quadratmetern vorgesehen. Eine größere naturnahe Waldfläche sollte erhalten werden. Zu diesen Planungen fand 2012 ein erstes frühzeitiges Beteiligungsverfahren zur Änderung des Flächennutzungsplans statt.
Kurz nach dieser ersten Öffentlichkeitsbeteiligung änderte jedoch der Investor noch 2012 seine Pläne für die Entwicklung des ehemaligen Kasernengeländes. Es sollte nunmehr ein neuer funktional eigenständiger Stadtteil entstehen. Deshalb war an Flächen für Wohnen, gemischte Nutzungen, Gewerbe und Einzelhandel gedacht. Der Entwurf des Flächennutzungsplans wurde entsprechend geändert. Zwar wurde hierzu 2015 ein weiteres frühzeitiges Beteiligungsverfahren durchgeführt. Doch war bereits im Vorfeld deutliche Kritik an diesem Konzept laut geworden. Zum einen bestanden Befürchtungen, die Zulässigkeit von Einzelhandel könnte die in der Innenstadt von Bad Segeberg ansässigen Händler gefährden. Zum anderen wurde ein dringender Bedarf an Gewerbeflächen gesehen, der durch die vorgesehene Mischnutzung nicht gedeckt werden könne. In den Gremien des Zweckverbandes Mittelzentrum Bad Segeberg – Wahlstedt wurde diese Planung daher ablehnend gesehen. Daher entschloss sich am 8. Dezember 2015 die Verbandsversammlung, eine ausschließlich gewerbliche Nutzung vorzusehen und durch Beschluss vom 12. Juli 2016 das Verfahren einer frühzeitigen Öffentlichkeitsbeteiligung zum dritten Mal zu vollziehen.
Unterdessen schritt die Vermietung von Flächen in der ehemaligen Lettow-Vorbeck-Kaserne weiter voran. Ende 2014 hatten sich über 90 Firmen im „LeVo-Park“ angesiedelt. Zuvor war im Juni 2014 das Existenzgründerzentrum „SET-UP“ eingerichtet worden, das einerseits Beratung für Jungunternehmer, aber auch Büroflächen für Startups bietet.
2015 wurde zu den Vorentwürfen der Bebauungspläne Nr. 87 der Stadt Bad Segeberg und Nr. 17 der Gemeinde Fahrenkrug eine frühzeitige Bürgerbeteiligung durchgeführt.
Ende 2015 begannen Planungen des Landes Schleswig-Holstein zur Errichtung einer Erstaufnahmeeinrichtung für Flüchtlinge und Asylbegehrende auf einem Teil der ehemaligen Lettow-Vorbeck-Kaserne. Es wurde zunächst die Tragfähigkeit des Untergrundes für Containeranlagen geprüft. Auf einer Bürgerinformationsveranstaltung im Februar 2016 wurde mitgeteilt, dass nicht 2000 Flüchtlinge unterzubringen seien, sondern nur etwa die Hälfte. Am 5. Juli 2016 schlossen das Land Schleswig-Holstein und die Freie und Hansestadt Hamburg eine bis zum 14. Juli 2018 befristete Verwaltungsvereinbarung, nach der in der Erstaufnahmeeinrichtung bis zu 1500 Asylsuchende aus Hamburg untergebracht werden können. Am 11. August 2016 ging die Einrichtung in Betrieb. Es wurden ca. 500 Container aufgestellt, eine eigene Polizeiwache eingerichtet, Kinderbetreuungs- und Schuleinrichtungen geschaffen, die Verpflegung und die ärztliche Versorgung sichergestellt. Bis Ende 2016 waren jedoch nur 145 Menschen untergebracht. Im August 2018 wurde Kritik an der Verwaltungsvereinbarung mit 8,5 Millionen Euro Kosten für die Stadt Hamburg laut, weil die Erstaufnahmeeinrichtung in der Regel nicht mehr als 120 Flüchtlinge aufgenommen und zuletzt völlig leer gestanden hatte. Noch vor Auslaufen der Verwaltungsvereinbarung mit Hamburg gab am 1. November 2017 das Land Schleswig-Holstein, das die Flächen für die Erstaufnahmeeinrichtung bis zum 30. Juni 2021 mit einer Option bis zum 30. Juni 2024 gemietet hatte, bekannt, das Objekt in einen Leerstandsbetrieb zu überführen. Sollte Bedarf bestehen, so könnte die Einrichtung innerhalb eines Monats wieder in Betrieb genommen werden.
Als im Rahmen des G20-Gipfels in Hamburg im Juni 2017 mehrere Hundertschaften Berliner und Wuppertaler Bereitschaftspolizei in der leerstehenden Erstaufnahmeeinrichtung untergebracht wurden, soll es unter den Beamten zu einer Schlägerei gekommen und mehrere Ordnungswidrigkeiten begangen worden sein. Dies führte dazu, dass die Hamburger Polizei auf die Unterstützung aus Berlin verzichtete.
Im März 2018 waren bereits drei Unterkunftsgebäude gewerblich umgenutzt und die Sanierung eines vierten Blocks geplant. Das ehemalige Sanitätszentrum befand sich im Umbau zur Unterbringung von zwei weiteren Firmen. Im Set-Up-Existenzgründerzentrum waren 24 der 27 Büroräume vermietet. Insgesamt waren nunmehr 96 Firmen ansässig, darunter Handwerksbetriebe, eine Backwarenproduktion, ein Bistro, eine kleine Tankstelle und eine Spedition. Zwei Konferenz- und Seminarräume waren entstanden. Problematisch waren die noch nicht beschlossene Flächennutzungs- und Bebauungsplanung.
Nachdem zur Änderung des Flächennutzungsplans die dritte frühzeitige Beteiligung vom 25. Oktober bis 28. November 2016 durchgeführt worden war, fasste die Verbandsversammlung den Entwurfs- und Auslegungsbeschluss am 30. März 2017. Die Unterlagen waren daraufhin vom 5. Mai bis 6. Juni 2017 erneut einsehbar. Die Beteiligung der Träger öffentlicher Belange erfolgte von April bis Anfang Juni 2017. Die 16. Änderung des Flächennutzungsplans des Zweckverbandes Mittelzentrum Bad Segeberg wurde am 14. September 2017 von der Verbandsversammlung beschlossen und trat am 20. Juli 2018 in Kraft. Für das ehemalige Kasernengelände sieht der Flächennutzungsplan damit durchgängig ein Gewerbegebiet vor. Lediglich am westlichen Rand und im nordwestlichen Teil der Liegenschaft sind Grünflächen bzw. Flächen für Maßnahmen zum Schutz, zur Pflege und zur Entwicklung von Boden, Natur und Landschaft vorgesehen. Zudem geht aus dem Plan hervor, dass im Falle der Realisierung der Bundesautobahn 20 die Anschlussstelle Bad Segeberg-Nord der Bundesautobahn 21 wegen der Errichtung des Autobahnkreuzes entfallen muss. Eine neue Anbindung ist weiter nördlich an die Kreisstraße 61 geplant. Ein Anschluss der A 20 an die Bundesstraße 206 westlich des ehemaligen Kasernengeländes ist ebenfalls nicht vorgesehen.
Ende April 2018 waren zudem die Arbeiten an den beiden Bebauungsplänen Nr. 17 der Gemeinde Fahrenkrug und Nr. 87 der Stadt Segeberg so weit vorangeschritten, dass die Unterlagen für die frühzeitige Beteiligung der Behörden und der sonstigen Träger öffentlicher Belange sowie der frühzeitigen Beteiligung der Öffentlichkeit vorlagen. Die Planung ging von zwei Szenarien aus: zum einen von einem befristeten Weiterbetrieb der Flüchtlingsunterkunft neben einer gewerblichen Nutzung auf dem übrigen ehemaligen Kasernengelände, zum anderen von der Aufgabe der Nutzung der Flüchtlingsunterkunft und Ausweisung des Gesamtgebietes für Gewerbebetriebe. Die Festlegungen für Sondergebiete zum Betrieb einer Flüchtlingsunterkunft sind daher nur befristet bis 31. Dezember 2030 vorgesehen. Die Bebauungspläne setzen für diesen Zweck zusammen Sondergebiete mit 7,187 Hektar, Straßenverkehrsflächen mit 0,006 Hektar, Waldflächen mit 1,801 Hektar, private Grünflächen mit 2,367 Hektar und Verkehrsflächen besonderer Zweckbestimmung mit 0,8 Hektar fest. Nach Aufgabe der Nutzung der Flüchtlingseinrichtung sind insgesamt Gewerbegebiete mit 18,739 Hektar, Straßenverkehrsflächen mit 2,659 Hektar, Waldflächen mit 1,801 Hektar, private Grünflächen mit 2,609 Hektar, Flächen für Maßnahmen zum Schutz, zur Pflege und zur Entwicklung von Boden, Natur und Landschaft mit 2,955 Hektar, Fläche für Versorgungsanlagen mit 0,045 Hektar und Verkehrsflächen besonderer Zweckbestimmung mit 0,15 Hektar festgelegt. Die Bebauungspläne sind bisher noch nicht in Kraft getreten, da die Aufstellungsverfahren noch laufen.
Im Mai 2020 gab das Landesamt für Zuwanderung und Flüchtlinge bekannt, dass die Einrichtung auf dem Gelände der ehemaligen Lettow-Vorbeck-Kaserne wieder in Betrieb genommen wird, um Bewohner der drei anderen Unterkünfte Boostedt, Neumünster und Rendsburg unterzubringen und damit in Zeiten der Corona-Pandemie überall die notwendigen Sicherheitsabstände gewährleisten zu können.
Im Oktober 2020 gab der Investor bekannt, auf dem ehemaligen Kasernengelände einen Skulpturenpark einrichten zu wollen. Erste Arbeiten der Künstler Manfred Sihle-Wissel, Arne Prohn und Yan Lozzi Pestalozzi waren bereits aufgestellt worden. Weitere Werke von Horst Antes und Winni Schaak sollen folgen.